# Uma Louca Tempestade
"Uma Louca Tempestade" é uma canção da cantora brasileira Ana Carolina, que está incluída em seu álbum Estampado (2003) A canção foi composta por Antônio Villeroy e Bebeto Alves, e lançada como terceiro single do álbum, e se tornou um dos maiores sucessos da carreira da cantora.
Versões ao vivo foram incluídas nos álbuns de vídeo Estampado - Um Instante Que não Para, e Dois Quartos (Multishow ao Vivo). Na turnê de divulgação de Estampado, a canção abria todos os shows, após Ana sair de trás de uma cortina. A canção também foi incluída na compilação Perfil - Volume I, lançada em 2005.
Uma versão em Espanhol chegou a ser gravada, mas nunca foi lançada em nenhum suporte físico ou digital. 
Uma Louca Tempestade fez parte da trilha sonora da novela Senhora do Destino, televisionada pela Rede Globo.